# Antanas Merkys
Antanas Merkys (Bajorai, 20 gennaio 1887 – Malenki, 5 marzo 1955) è stato un politico lituano.
È stato Primo ministro della Lituania dal novembre 1939 al giugno 1940.
Per alcuni giorni, nel giugno 1940, ha assunto il ruolo di Presidente ad interim della Lituania, dopo l'occupazione sovietica delle repubbliche baltiche e dopo che Antanas Smetona abbandonò il Paese.
Ultimo Capo del Governo prima dell'annessione all'Unione Sovietica, creò un esecutivo nazionalista e in seguito fu deportato nell'Oblast' di Vladimir, dove morì nel 1955.